# Tinka's Serenade
Tinka's Serenade (née en 1997) est une jument alezane du stud-book Anglo-européen, montée en saut d'obstacles par Billy Twomey. 

## Histoire
Tinka's Serenade naît en 1997 à l'élevage de Sandra Stafford. Elle est acquise par Sue Davis.
Elle monte progressivement les échelons du saut d'obstacles et atteint le plus haut niveau en 2009. Sélectionnée avec Billy Twomey parmi l'équipe d’Irlande pour participer aux Jeux équestres mondiaux de 2010 puis aux championnats d’Europe de 2011 et aux Jeux olympiques d'été de 2012 à Londres, elle y termine à la 56e place en individuel.
Sa carrière sportive se révèle exceptionnellement longue, puisque la jument est mise à la retraite en février 2016, à l'âge de 19 ans, en pleine forme, trois semaines après avoir signé un sans-fautes à Amsterdam.

## Description
Tinka's Serenade est une jument alezane, inscrite au stud-book de l'Anglo-européen.
Elle toise 1,62 m. Billy Twomey décrit la jument comme ayant beaucoup de caractère, notamment durant ses années de jeunesse où elle « tournait en rond » : elle s'est assagie en vieillissant,. Elle se distingue aussi par une manière efficace d'étirer ses membres antérieurs au-dessus des oxers.

## Palmarès
Billy Twomey la monte en concours au plus haut niveau durant 10 ans. Elle remporte plus d'un million d'euros de gains, plusieurs étapes de la Coupe des nations, et 21 classements en CSI5*.
Elle est 27e du classement mondial des chevaux d'obstacle établi par la WBFSH en octobre 2012, puis 148e en octobre 2014.

## Origines
Tinka's Serenade est une fille de l'étalon Tinka's Boy et de la jument Serenade, par African Drum.

## Descendance
Mise à la reproduction, Tinka's Serenade a donné des poulains par transfert d'embryon à l'élevage de sa propriétaire Sue Davis.